# Fußball in Italien

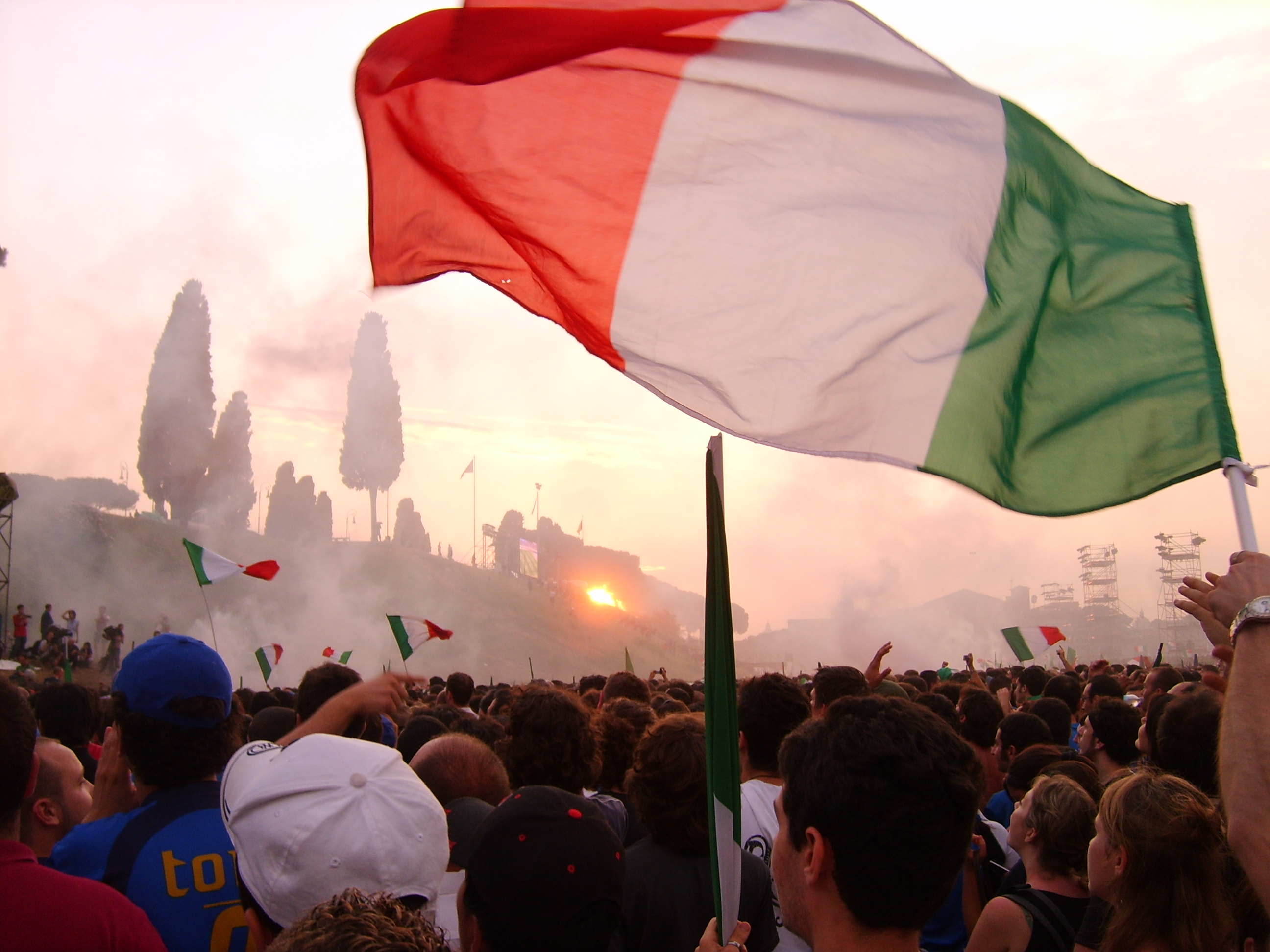
Tifosi beim Public Viewing
während der Weltmeisterschaft 2006
im Circus Maximus in Rom

Fußball (italienisch: Calcio: Fußtritt, von calciare: treten) ist in Italien die populärste Sportart. Offiziell spielen 4.980.296 Italiener, davon 1.513.596 registrierte Spieler, in 16.697 Mannschaften Fußball, darunter knapp 5000 Profis. Jährlich werden etwa 500.000 Spiele in Dutzenden Ligen ausgetragen. Des Weiteren wird Fußball als Breitensport von einer noch viel größeren Masse in der Freizeit betrieben.
Die italienische Nationalmannschaft ist eine der erfolgreichsten Fußballnationalmannschaften der Welt. Bei den Europameisterschaften war die Mannschaft bisher neunmal dabei und gewann 1968 im eigenen Land sowie 2021 den Titel. Bei den Weltmeisterschaften war Italien 17-mal vertreten und gewann viermal den Titel (1934, 1938, 1982 und 2006). Außerdem wurde die italienische Auswahl 1936 Olympiasieger. Das erste Länderspiel bestritt die Mannschaft Italiens gegen Frankreich 1910 in Mailand und gewann das Spiel mit 6:2.

## Geschichte
Bereits im Mittelalter war das Fußballspielen in Italien, das damals Calcio genannt wurde, heimisch. Es wird vermutet, dass römische Legionen dieses Ballspiel in andere Länder Europas eingeführt haben. Allerdings gab es kaum verbindliche Spielregeln und die Spielweise ähnelte mehr dem heutigen Rugby. Außerdem bestanden die beiden Mannschaften aus jeweils 27 Männern. Unter der Herrschaft von Mussolini wurde dieses Spiel zu einem Nationalsport aufgewertet und erhielt die Bezeichnung Volta-Flugball, nun ein Mix aus Fußball, Rugby und Faustball.
Der italienische Fußballverband wurde bereits 1898 gegründet und ist eines der drei UEFA Gründungsmitglieder. Der Fußballverband ist die Dachorganisation für sämtliche Liga- und Pokalwettbewerbe im italienischen Fußball, auch wenn die tatsächliche Organisation teilweise an Unterorganisationen delegiert ist. Einzig die Nationalmannschaft unterliegt direkt der Kompetenz der F.I.G.C. Für den Profifußball sind in erster Linie zwei Organisationen zuständig: Die Lega Calcio Serie A/B organisiert Liga- und Pokalwettbewerbe für die Serie A und B, die Lega Calcio Serie C organisiert dasselbe für die Serie C.
Profifußball ist in Italien bereits seit den 1930er Jahren etabliert, was einige deutsche Spieler vor Gründung der Bundesliga 1963 veranlasste, in Italien zu spielen. Der erste professionelle Fußballspieler, Virginio Rosetta, wechselte im Sommer 1923 von der US Pro Vercelli zu Juventus Turin – für die damals unglaubliche Summe von 50.000 Lire.

## Ligasystem

Logo des italienischen Fußballverbandes FIGC

In Italien gibt es zwei landesweite Profiligen (Lega Nazionale Professionisti), die Serie A und die Serie B. Darunter liegt die Serie C (Lega Professionisti, zeitweise unter dem Namen „Lega Pro“), die ebenfalls Profiliga und in drei regionale Gruppen unterteilt ist.
Die Serie D ist die höchste Amateurklasse und ist ihrerseits in neun lokale Gruppen unterteilt. Darunter folgen noch zahlreiche lokale Ligaebenen, die allerdings keine „Serie“-Struktur mehr haben. Die Serie D wird von der Lega nazionale dilettanti (Nationale Amateurliga) organisiert, welche unter anderem auch den Frauenfußball und die unteren Ligen auf Kreisliga-Niveau regelt.
| Stufe | Stufe | Liga/Division(en)                                                 | Liga/Division(en)                                                 | Liga/Division(en)                                                 | Liga/Division(en)                                                 | Liga/Division(en)                                                 | Liga/Division(en)                                                 | Liga/Division(en)                                                 | Liga/Division(en)                                                 | Liga/Division(en)                                                 | Liga/Division(en)                                                 | Liga/Division(en)                                                 | Liga/Division(en)                                                 | Liga/Division(en)                                                 | Liga/Division(en)                                                 | Liga/Division(en)                                                 | Liga/Division(en)                                                 | Liga/Division(en)                                                 | Liga/Division(en)                                                 |
| 1     | 1     | Lega Nazionale Professionisti Serie A 20 Vereine                  | Lega Nazionale Professionisti Serie A 20 Vereine                  | Lega Nazionale Professionisti Serie A 20 Vereine                  | Lega Nazionale Professionisti Serie A 20 Vereine                  | Lega Nazionale Professionisti Serie A 20 Vereine                  | Lega Nazionale Professionisti Serie A 20 Vereine                  | Lega Nazionale Professionisti Serie A 20 Vereine                  | Lega Nazionale Professionisti Serie A 20 Vereine                  | Lega Nazionale Professionisti Serie A 20 Vereine                  | Lega Nazionale Professionisti Serie A 20 Vereine                  | Lega Nazionale Professionisti Serie A 20 Vereine                  | Lega Nazionale Professionisti Serie A 20 Vereine                  | Lega Nazionale Professionisti Serie A 20 Vereine                  | Lega Nazionale Professionisti Serie A 20 Vereine                  | Lega Nazionale Professionisti Serie A 20 Vereine                  | Lega Nazionale Professionisti Serie A 20 Vereine                  | Lega Nazionale Professionisti Serie A 20 Vereine                  | Lega Nazionale Professionisti Serie A 20 Vereine                  |
| 2     | 2     | Lega Nazionale Professionisti Serie B 20 Vereine                  | Lega Nazionale Professionisti Serie B 20 Vereine                  | Lega Nazionale Professionisti Serie B 20 Vereine                  | Lega Nazionale Professionisti Serie B 20 Vereine                  | Lega Nazionale Professionisti Serie B 20 Vereine                  | Lega Nazionale Professionisti Serie B 20 Vereine                  | Lega Nazionale Professionisti Serie B 20 Vereine                  | Lega Nazionale Professionisti Serie B 20 Vereine                  | Lega Nazionale Professionisti Serie B 20 Vereine                  | Lega Nazionale Professionisti Serie B 20 Vereine                  | Lega Nazionale Professionisti Serie B 20 Vereine                  | Lega Nazionale Professionisti Serie B 20 Vereine                  | Lega Nazionale Professionisti Serie B 20 Vereine                  | Lega Nazionale Professionisti Serie B 20 Vereine                  | Lega Nazionale Professionisti Serie B 20 Vereine                  | Lega Nazionale Professionisti Serie B 20 Vereine                  | Lega Nazionale Professionisti Serie B 20 Vereine                  | Lega Nazionale Professionisti Serie B 20 Vereine                  |
| 3     | 3     | Lega Professionisti Serie C Girone A 20 Vereine                   | Lega Professionisti Serie C Girone A 20 Vereine                   | Lega Professionisti Serie C Girone A 20 Vereine                   | Lega Professionisti Serie C Girone A 20 Vereine                   | Lega Professionisti Serie C Girone A 20 Vereine                   | Lega Professionisti Serie C Girone A 20 Vereine                   | Lega Professionisti Serie C Girone B 20 Vereine                   | Lega Professionisti Serie C Girone B 20 Vereine                   | Lega Professionisti Serie C Girone B 20 Vereine                   | Lega Professionisti Serie C Girone B 20 Vereine                   | Lega Professionisti Serie C Girone B 20 Vereine                   | Lega Professionisti Serie C Girone B 20 Vereine                   | Lega Professionisti Serie C Girone C 20 Vereine                   | Lega Professionisti Serie C Girone C 20 Vereine                   | Lega Professionisti Serie C Girone C 20 Vereine                   | Lega Professionisti Serie C Girone C 20 Vereine                   | Lega Professionisti Serie C Girone C 20 Vereine                   | Lega Professionisti Serie C Girone C 20 Vereine                   |
| 4     | 4     | Serie D Girone A 18 Vereine                                       | Serie D Girone A 18 Vereine                                       | Serie D Girone B 18 Vereine                                       | Serie D Girone B 18 Vereine                                       | Serie D Girone C 18 Vereine                                       | Serie D Girone C 18 Vereine                                       | Serie D Girone D 18 Vereine                                       | Serie D Girone D 18 Vereine                                       | Serie D Girone E 18 Vereine                                       | Serie D Girone E 18 Vereine                                       | Serie D Girone F 18 Vereine                                       | Serie D Girone F 18 Vereine                                       | Serie D Girone G 18 Vereine                                       | Serie D Girone G 18 Vereine                                       | Serie D Girone H 18 Vereine                                       | Serie D Girone H 18 Vereine                                       | Serie D Girone I 18 Vereine                                       | Serie D Girone I 18 Vereine                                       |
| ab 5  | ab 5  | Ligen auf regionaler und provinzieller Ebene. Details siehe unten | Ligen auf regionaler und provinzieller Ebene. Details siehe unten | Ligen auf regionaler und provinzieller Ebene. Details siehe unten | Ligen auf regionaler und provinzieller Ebene. Details siehe unten | Ligen auf regionaler und provinzieller Ebene. Details siehe unten | Ligen auf regionaler und provinzieller Ebene. Details siehe unten | Ligen auf regionaler und provinzieller Ebene. Details siehe unten | Ligen auf regionaler und provinzieller Ebene. Details siehe unten | Ligen auf regionaler und provinzieller Ebene. Details siehe unten | Ligen auf regionaler und provinzieller Ebene. Details siehe unten | Ligen auf regionaler und provinzieller Ebene. Details siehe unten | Ligen auf regionaler und provinzieller Ebene. Details siehe unten | Ligen auf regionaler und provinzieller Ebene. Details siehe unten | Ligen auf regionaler und provinzieller Ebene. Details siehe unten | Ligen auf regionaler und provinzieller Ebene. Details siehe unten | Ligen auf regionaler und provinzieller Ebene. Details siehe unten | Ligen auf regionaler und provinzieller Ebene. Details siehe unten | Ligen auf regionaler und provinzieller Ebene. Details siehe unten |

### Serie A

Logo der Serie A

Die Serie A ist die höchste Spielklasse. Sie besteht seit der Saison 2004/05 aus 20 Fußballvereinen, die unter sich den italienischen Meister ausspielen. Die letzten drei Mannschaften steigen am Saisonende ab. Gespielt wird in Hin- und Rückrunde von August bis Mai mit kurzer Winterpause.

### Serie B
Die Serie B ist die zweithöchste nationale Profiliga. Sie besteht seit der Saison 2004/05 aus 22 Vereinen. Die besten zwei Mannschaften sowie eine dritte, im Play-off ermittelte, Mannschaft steigen am Saisonsende in die Serie A auf. Die letzten drei Mannschaften sowie eine vierte, im Play-out ermittelte, steigen in die Serie C ab.

### Serie C
Die Serie C ist seit 2014 die dritthöchste Profiliga in Italien und hieß von 2014 bis 2017 „Lega Pro“. Sie ist unterteilt in 3 Gruppen, Gruppe A, Gruppe B und Gruppe C (italienisch Girone A, Girone B und Girone C), in denen die Mannschaft anhand ihrer regionalen Lage aufgeteilt sind.
Die erstplatzierte Mannschaft jeder Gruppe steigt direkt in die Serie B auf, ebenso wie eine, in Play-offs zwischen den Gruppen ermittelte, Mannschaft. Die letztplatzierte Mannschaft jeder Gruppe steigt direkt in die Serie D ab, ebenso wie je Gruppe zwei, in den Play-outs ermittelte, Mannschaften, die die vier nächstschlechtesten Plätze belegen.

### Serie D
Die Serie D ist die höchste Amateur-Liga. In ihr spielen insgesamt 162 Vereine. Die Serie D ist in neun regionale Gruppen eingeteilt, die aus jeweils 18 Vereinen bestehen. Die erstplatzierten Mannschaften jeder Gruppe steigen direkt in die Serie C auf. Darüber hinaus werden Play-offs gespielt, dessen Gewinner allerdings nur aufsteigen können, wenn Mannschaften aus der Serie C die Lizenz entzogen wird oder aus anderen Gründen ihr Spielrecht nicht wahrnehmen können.

## Pokalwettbewerbe

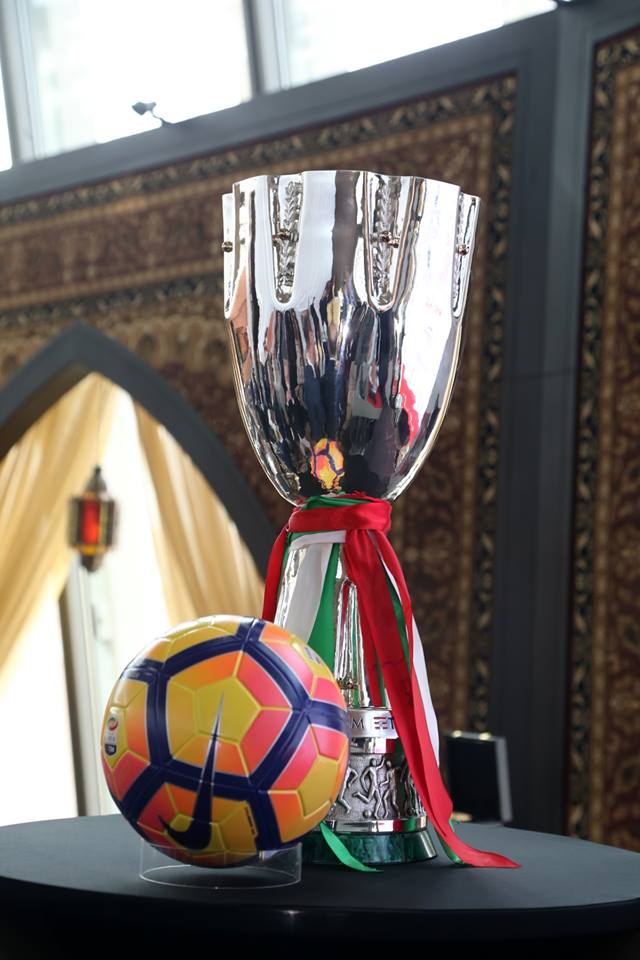
Die Trophäe der Supercoppa Italiana

In Italien werden im Profibereich zwei nationale Pokalwettbewerbe ausgespielt: Die Coppa Italia, der italienische Pokal, sowie die Supercoppa Italiana, der italienische Supercup. Teilnahmeberechtigt an der Coppa Italia sind alle Mannschaften der Serie A und B sowie ausgewählte Mannschaften aus der Serie C und D. Die Supercoppa wird zwischen dem Meister und Pokalsieger ermittelt. Hat eine Mannschaft beide Titel inne, nimmt der unterlegene Pokalfinalist an der Supercoppa teil.
Im Bereich der untersten Profiliga, der Serie C, und dem oberen Bereich der Amateurligen wird zudem die Coppa Italia Lega Pro ausgetragen. Dieser Pokalwettbewerb ist für die Profivereine der Serie A und B gesperrt. Der Sieger der Coppa Italia Lega Pro erhält zudem ein Teilnahmerecht an den Play-offs zum Aufstieg in die Serie B. Die Supercoppa Lega Pro hingegen wird zwischen den drei Meistern der Gruppen A, B und C der Serie C ermittelt. Im vor 2014 existierenden Ligensystem existierten zahlreiche Abwandlungen dieser beiden Wettbewerbe.

## Amateurfußball
Der gesamte Amateurbereich von der Serie D bis zu den kleinsten lokalen Kreisligen, sowie der Frauen- und Jugendfußball (Ausnahme: Beretti- und Primavera Meisterschaft, siehe unterer Abschnitt) wird von der Lega Nazionale Dilettanti (Amateur Nationalverband) organisiert. Die LND ist damit für über 1,2 Millionen Personen in 16.355 Vereinen zuständig, die als Fußballspieler gemeldet sind. Hinzu kommen etwa 11.000 weibliche Fußballspieler und rund eine Million Jugendspieler.
Oberste Amateurliga ist die oben erwähnte Serie D, wo italienweit 162 Teams in neun regionalen Gruppen spielen. Darunter folgen, hierarchisch organisiert fünf weitere Stufen: drei auf regionaler Ebene und zwei auf provinzieller Ebene. Zwischen jeder Liga gibt es jährlich Auf- und Abstiegsmöglichkeiten. Grundsätzlich ist also ein Durchmarsch von einer regionalen Kreisliga, bis in die Profiliga möglich (für den Aufstieg in die Profiliga, also die Serie C2 müssen jedoch zusätzliche Kriterien erfüllt sein, wie Mindestanzahl an Sitzplätzen in den Stadien, finanzielle Kriterien …). Ein Beispiel ist etwa der FC Südtirol, der als Verein neugegründet in den letzten Jahren, von der Landesliga (7. Liga) bis in die zweite Profiliga (Lega Nazionale Professionisti Serie B) aufstieg.
Die folgende Auflistung zeigt die Amateurstufen ab der 5. Liga (Serie D). Die in Klammer stehenden kursiven Namen, sind die deutschen Übersetzungen der Ligen in Südtirol. Sämtliche Ligen sind weiterhin in regionale oder lokale Divisionen unterteilt.
Serie DOberste Amateurliga, überregional organisiert und in neun Divisionen eingeteilt. Die teilnehmenden Mannschaften liegen geografisch im Umkreis von mehreren Hundert Kilometern. Zwischen 1991 und 1999 heißt die Serie D „Campionato Nazionale Dilettanti“ bzw. Amateur-Nationalliga in Südtirol.
Campionato di Eccellenza (Oberliga)Die oberste regionale Amateurliga. In ihr spielen die besten Amateurmannschaften einer Region in Italien. (461 Mannschaften)
Campionato di Promozione (Landesliga)Die meisten italienischen Regionen sind politisch in Provinzen unterteilt. Daher ist auf Provinzebene die Landesliga die höchste Spielklasse (832 Mannschaften)
Campionato di 1ª Categoria (1. Amateurliga)Die oberste lokale Amateurliga. Die teilnehmenden Mannschaften liegen geografisch im Umkreis von wenigen Bezirken. In Südtirol gibt es in der 1. Amateurliga zwei Gruppen (1629 Mannschaften)
Campionato di 2ª Categoria (2. Amateurliga)Die zweithöchste lokale Amateurliga. Die teilnehmenden Mannschaften liegen nur wenige Kilometer auseinander. In Südtirol gibt es in der 2. Amateurliga drei Gruppen (2826 Mannschaften)
Campionato di 3ª Categoria (3. Amateurliga)Die unterste Amateurliga. Neugegründete Mannschaften beginnen in dieser Liga. In Südtirol gibt es vier Gruppen in der 3. Amateurliga. Die teilnehmenden Mannschaften liegen geografisch zumeist in direkt anschließenden Gemeinden oder Ortschaften. (3108 Mannschaften)

## Frauenfußball
Frauenfußball ist in Italien reine Amateursache – das ist nicht wertend gemeint, sondern geht auf das Gesetz Nummer 91 aus dem Jahr 1981 zurück. Demnach gibt es laut dem Staat offiziell keine Profisportlerinnen in Italien. Italienweit gibt es rund 11.000 Spielerinnen, wovon etwa 2300 auf nationaler Ebene in drei Ligen spielen. Die gesamtitalienische Meisterschaft wird zwischen zwölf Mannschaften der Serie A ermittelt. Darunter spielen jeweils zwölf Mannschaften in der Serie A2 Gruppe A und B. Unterste gesamtitalienische Frauenfußball-Liga ist die Serie B, die ihrerseits in fünf Divisionen zu jeweils zwölf Mannschaften unterteilt ist.
Fußball wird von Frauen in Italien offiziell seit 1968 gespielt, als die „Federazione Italiana Calcio Femminile“ (ital.: Italienischer Frauenfußball-Verband) gegründet wird. Dieser Verband wird erst 1989 Unterorganisation des FIGC und damit innerhalb des offiziellen italienischen Fußballverbandes legitimiert. Seitdem organisiert die oben erwähnte LND den Frauenfußball-Bereich.

## Jugendfußball
Jugend- und Schulfußball ist sehr ähnlich zum deutschen System. Genau wie in Deutschland gibt es, nach Altersstufen aufgeteilte Jugendmeisterschaften, von der A-Jugend, bis in die E-Jugend für die kleinsten. Die Organisatoren der Profiligen Lega Calcio und Lega Calcio Serie C organisieren jeweils allerdings auch eine nationale Jugendmeisterschaft.

### Campionato Primavera und Campionato Berretti

Logo des Campionato Primavera 1

Die italienischen Profiligen veranstalten eine professionell organisierte Jugendliga, in der ausschließlich die Nachwuchstalente der Profivereine spielen. Diese Meisterschaft wird Campionato Primavera (Primavera ist italienisch und bedeutet Frühling) genannt, oder Campionato Berretti für das von der Lega Pro organisierte Turnier. Dies ist insofern nötig, da junge Spieler oft keine anderen Möglichkeiten erhalten, zu Spielpraxis zu kommen, da es in Italien keine Amateurabteilungen der Profivereine in unteren Spielklassen gibt, wie es sie in der deutschen Regionalliga gibt. Die Jugendspieler treten daher unter dem Vereinsnamen der Profis in eigenen Jugendmannschaften an und ermitteln einen eigenen Meister.
Die „Primavera Meisterschaft“ wird von der Lega Calcio organisiert, an ihr können grundsätzlich sämtliche Jugendmannschaften der Profivereine in der Serie A, Serie B und Lega Pro teilnehmen. Tatsächlich melden allerdings die wenigsten Lega Pro-Mannschaften eine Jugendmannschaft, während die Serie A und B Vereine geschlossene Mannschaften stellen. Die allermeisten verbleibenden Lega Pro-Vereine nehmen stattdessen an der eigens organisierten „Berretti Meisterschaft“ teil, die gewissermaßen das Äquivalent zu der Primavera Meisterschaft für die Lega Pro-Vereine ist. Die Primavera-Meisterschaft gibt es bereits seit 1962, der aktuelle Austragungsmodus existiert seit 1995.
Teilnahmeberechtigt sind Spieler im Alter zwischen 15 und 20 Jahren, wobei für insgesamt zwei Spieler im Kader diese Regel ausgesetzt werden kann. Durch die große Anzahl an Mannschaften, werden die Vereine in vier Divisionen eingeteilt, wobei sich die jeweils die ersten vier Mannschaften zu einer Aufstiegsrunde qualifizieren. In einer einfach K.-o.-Begegnung mit Hin- und Rückspiel halbiert sich die Zahl der im Turnier verbleibenden Mannschaften. Diese acht Mannschaften spielen ein abschließendes, mehrtägiges Final-Turnier in einem Sommercamp. Der Sieger dieses Turniers ist Primavera-Meister.
Amtierender Meister ist die Jugendmannschaft der US Lecce.

### Coppa Italia Primavera
Seit 1972 gibt es weiterhin einen eigenen Pokalwettbewerb für die Primavera-Mannschaften. Im formell Primavera TIM Cup genannten Italienpokal, ermitteln die Jugendmannschaften ihren eigenen Sieger. Die teilnehmenden Mannschaften sind dieselben, die auch an der Primavera-Meisterschaft (s. o.) teilnehmen.
Am Primavera-Italienpokal nehmen 50 Mannschaften teil, von denen die Vorjahresfinalisten allerdings erst im Achtelfinale einsteigen. Die verbleibenden 48 Mannschaften steigen in das Turnier in einer ersten Gruppenphase ein. Die Mannschaften werden in zwölf Vierergruppen eingeteilt und ermitteln in drei Spieltagen die Gruppensieger, sowie die zwei besten Zweitplatzierten, die in den weiteren Turnierverlauf aufsteigen.
Die verbleibenden 16 Mannschaften ermitteln in direkten K.-o.-Duellen die Aufsteiger der jeweiligen Begegnungen, bis zum Sieger des Turniers. Genau wie für die Primavera-Meisterschaft dürfen auch am Italienpokal nur Spieler zwischen 15 und 20 Jahren teilnehmen. Auch hier darf jedoch für zwei Spieler im Kader die Regel ausgesetzt werden.
Amtierender Pokalsieger ist die Jugendmannschaft der AS Rom.

## Nationalmannschaft

### Teilnahme Italiens an der Fußball-Europameisterschaft
Italien nahm achtmal an der Endrunde zur Europameisterschaft teil. Die bislang besten Ergebnisse waren der erste Platz im Jahr 1968 und 2021 und der zweite Platz im Jahr 2000 und 2012.
| Jahr | Gastgeberland           | Teilnahme bis …    | Letzte(r) Gegner                  | Ergebnis          | Trainer              | Bemerkungen und Besonderheiten |
| ---- | ----------------------- | ------------------ | --------------------------------- | ----------------- | -------------------- | --- |
| 1960 | Frankreich              | nicht teilgenommen |                                   |                   |                      | |
| 1964 | Spanien                 | nicht qualifiziert |                                   |                   |                      | Im Achtelfinale am Titelverteidiger und späteren Vizeeuropameister UdSSR gescheitert. |
| 1968 | Italien                 | Finale             | Jugoslawien                       | Europameister     | Ferruccio Valcareggi | Sieg im Wiederholungsspiel |
| 1972 | Belgien                 | nicht qualifiziert |                                   |                   |                      | Im Viertelfinale am späteren Dritten Belgien gescheitert. |
| 1976 | Jugoslawien             | nicht qualifiziert |                                   |                   |                      | In der Qualifikation am späteren Dritten Niederlande gescheitert. |
| 1980 | Italien                 | Spiel um Platz 3   | Tschechoslowakei                  | 4.                | Enzo Bearzot         | Niederlage im Elfmeterschießen des letzten EM-Spiels um Platz 3 |
| 1984 | Frankreich              | nicht qualifiziert |                                   |                   |                      | Als Weltmeister in der Qualifikation an Rumänien gescheitert. |
| 1988 | Deutschland             | Halbfinale         | UdSSR                             | –                 | Azeglio Vicini       | |
| 1992 | Schweden                | nicht qualifiziert |                                   |                   |                      | In der Qualifikation an der UdSSR gescheitert. |
| 1996 | England                 | Vorrunde           | Deutschland, Russland, Tschechien | –                 | Arrigo Sacchi        | Nach einem Sieg gegen Russland, einer Niederlage gegen den späteren Vizeeuropameister Tschechien, und einem Remis gegen den späteren Europameister Deutschland als Gruppendritter ausgeschieden. |
| 2000 | Belgien und Niederlande | Finale             | Frankreich                        | Vizeeuropameister | Dino Zoff            | Niederlage durch Golden Goal |
| 2004 | Portugal                | Vorrunde           | Bulgarien, Dänemark, Schweden     | –                 | Giovanni Trapattoni  | Nach zwei Remis gegen Dänemark und Schweden sowie einem Sieg gegen Bulgarien aufgrund des schlechteren Torverhältnisses als Gruppendritter ausgeschieden.                                        |
| 2008 | Österreich und Schweiz  | Viertelfinale      | Spanien                           | –                 | Roberto Donadoni     | Niederlage im Elfmeterschießen gegen den späteren Europameister |
| 2012 | Polen und Ukraine       | Finale             | Spanien                           | Vizeeuropameister | Cesare Prandelli     | In der Vorrunde traf Italien auf Weltmeister und Titelverteidiger Spanien, Kroatien und Irland. Im Viertelfinale wurde England besiegt, im Halbfinale Deutschland.                               |
| 2016 | Frankreich              | Viertelfinale      | Deutschland                       | –                 | Antonio Conte        | In der Qualifikation traf Italien auf Aserbaidschan, Bulgarien, Kroatien, Malta sowie Norwegen und qualifizierte sich ungeschlagen als Gruppenerster.                                            |
| 2021 | Italien                 | Finale             | England                           | Europameister     | Roberto Mancini      | Finalsieg im Elfmeterschießen |

### Teilnahme Italiens an der Fußball-Weltmeisterschaft
Italien nahm bisher 18-mal an Weltmeisterschaften teil und errang viermal den Titel, zuletzt 2006 in Deutschland.
| Jahr | Gastgeberland      | Teilnahme bis …    | Letzte(r) Gegner               | Ergebnis        | Trainer              | Bemerkungen und Besonderheiten |
| ---- | ------------------ | ------------------ | ------------------------------ | --------------- | -------------------- | --- |
| 1930 | Uruguay            | nicht teilgenommen |                                |                 |                      | |
| 1934 | Italien            | Finale             | Tschechoslowakei               | Weltmeister     | Vittorio Pozzo       | 1. WM-Titel |
| 1938 | Frankreich         | Finale             | Ungarn                         | Weltmeister     | Vittorio Pozzo       | 1. Titelverteidigung |
| 1950 | Brasilien          | Vorrunde           | Schweden, Paraguay             | 7.              | Ferruccio Novo       | 1. Ausscheiden eines amtierenden Weltmeisters in der Vorrunde |
| 1954 | Schweiz            | Vorrunde           | England, Schweiz, Belgien      | 10.             | Lajos Czeizler       | Aus im Entscheidungsspiel gegen die Schweiz |
| 1958 | Schweden           | nicht qualifiziert |                                |                 |                      | In der Qualifikation an Nordirland gescheitert |
| 1962 | Chile              | Vorrunde           | Deutschland, Schweiz, Chile    | 9.              | Paolo Mazza          | „Schlacht von Santiago“ |
| 1966 | England            | Vorrunde           | Nordkorea, UdSSR, Chile        | 9.              | Edmondo Fabbri       | Erste Niederlage gegen eine asiatische Mannschaft |
| 1970 | Mexiko             | Finale             | Brasilien                      | Vizeweltmeister | Ferruccio Valcareggi | „Jahrhundertspiel“ |
| 1974 | Deutschland        | Vorrunde           | Polen, Argentinien, Haiti      | 10.             | Ferruccio Valcareggi | Aus im Entscheidungsspiel gegen Polen |
| 1978 | Argentinien        | Spiel um Platz 3   | Brasilien                      | 4.              | Enzo Bearzot         | |
| 1982 | Spanien            | Finale             | Deutschland                    | Weltmeister     | Enzo Bearzot         | Italien stellt mit seinem 3. WM-Titel den Rekord von Brasilien ein Paolo Rossi Torschützenkönig                                                                        |
| 1986 | Mexiko             | Achtelfinale       | Frankreich                     | 12.             | Enzo Bearzot         | |
| 1990 | Italien            | Spiel um Platz 3   | England                        | 3.              | Azeglio Vicini       | Halbfinalniederlage im Elfmeterschießen gegen Argentinien Deutschland zieht mit dem 3. WM-Titel mit Brasilien und Italien gleich Salvatore Schillaci Torschützenkönig  |
| 1994 | USA                | Finale             | Brasilien                      | Vizeweltmeister | Arrigo Sacchi        | Niederlage im 1. Elfmeterschießen eines WM-Finales Brasilien wieder alleiniger Rekordweltmeister                                                                       |
| 1998 | Frankreich         | Viertelfinale      | Frankreich                     | 5.              | Cesare Maldini       | Aus im Elfmeterschießen |
| 2002 | Japan und Südkorea | Achtelfinale       | Südkorea                       | 15.             | Giovanni Trapattoni  | Aus in der Verlängerung durch Golden Goal |
| 2006 | Deutschland        | Finale             | Frankreich                     | Weltmeister     | Marcello Lippi       | 1. Sieg in einem Elfmeterschießen bei einer WM Italiens zwölf WM-Tore bis zum Endspiel wurden von zehn verschiedenen Spielern erzielt Kopfstoß Zidanes gegen Materazzi |
| 2010 | Südafrika          | Vorrunde           | Paraguay, Slowakei, Neuseeland | 26.             | Marcello Lippi       | Aus im Entscheidungsspiel gegen die Slowakei |
| 2014 | Brasilien          | Vorrunde           | England, Costa Rica, Uruguay   | 22.             | Cesare Prandelli     | Aus im Entscheidungsspiel gegen Uruguay |
| 2018 | Russland           | nicht qualifiziert |                                |                 | Gian Piero Ventura   | In der Qualifikation an Schweden gescheitert |
| 2022 | Katar              | nicht qualifiziert |                                |                 | Roberto Mancini ⁠     | In der Qualifikation an Nordmazedonien gescheitert |

## Bekannte Spieler Italiens der Vergangenheit und Gegenwart
- Dino Zoff (Torwart)
- Walter Zenga (Torwart)
- Gianluigi Buffon (Torwart)
- Angelo Peruzzi (Torwart)
- Gianluca Pagliuca (Torwart)
- Francesco Toldo (Torwart)
- Tarcisio Burgnich (Abwehrspieler)
- Giacinto Facchetti (Abwehrspieler)
- Giorgio Chiellini (Abwehrspieler)
- Paolo Maldini (Abwehrspieler)
- Claudio Gentile (Abwehrspieler)
- Giuseppe Bergomi (Abwehrspieler)
- Fabio Cannavaro (Abwehrspieler)
- Alessandro Costacurta (Abwehrspieler)
- Franco Baresi (Abwehrspieler)
- Alessandro Nesta (Abwehrspieler)
- Bruno Conti (Mittelfeldspieler)
- Roberto Donadoni (Mittelfeldspieler)
- Carlo Ancelotti (Mittelfeldspieler)
- Gaetano Scirea (Mittelfeldspieler)
- Gennaro Gattuso (Mittelfeldspieler)
- Andrea Pirlo (Mittelfeldspieler)
- Francesco Totti (offensiver Mittelfeldspieler)
- Roberto Baggio (Stürmer)
- Christian Vieri (Stürmer)
- Toto Schillaci (Stürmer)
- Paolo Rossi (Stürmer)
- Alessandro Altobelli (Stürmer)
- Gianni Rivera (Stürmer)
- Luigi Riva (Stürmer)
- Pietro Anastasi (Stürmer)
- Giuseppe Meazza (Stürmer)
- Silvio Piola (Stürmer)
- Gianluca Vialli (Stürmer)
- Sandro Mazzola (Stürmer)
- Valentino Mazzola (Stürmer)
- Roberto Boninsegna (Stürmer)
- Franco Causio (Stürmer)
- Fabrizio Ravanelli (Stürmer)
- Alessandro Del Piero (Stürmer)
- Luca Toni (Stürmer)
- Filippo Inzaghi (Stürmer)

## Skandale
Am 2. Mai 2006 wurde der bis dahin größte Fußballskandal in der Geschichte Italiens aufgedeckt. Die Sportzeitung La Gazzetta dello Sport publizierte Protokolle abgehörter Telefonate der Turiner Staatsanwaltschaft. Sie begründeten den Verdacht, dass Luciano Moggi, der Manager des Fußballclubs Juventus Turin, in der Saison 2004/05 Begegnungen in der Serie A unter Mitwirken verschiedener Schieds- und Linienrichter manipuliert habe.
Moggi wurde in der Folge angeklagt, in „mafiaähnliche Strukturen“ verwickelt zu sein. Für den 11. und 12. Oktober 2006 waren Anhörungen vor der nationalen Sportgerichtsbarkeit vorgesehen. Am 14. Juli, fünf Tage nach dem Gewinn der Weltmeisterschaft durch Italien, wurde das Urteil in erster Instanz im Fußballskandal gesprochen. Demnach wurden Juventus Turin die beiden letzten Meisterschaften aberkannt. Der Klub hätte mit 30 Minuspunkten in der Serie B die neue Saison beginnen müssen. Absteigen müssen hätten ebenfalls der AC Florenz und Lazio Rom, die mit sieben bzw. zwölf Minuspunkten die neue Saison beginnen sollten. Der AC Mailand bliebe in der ersten Liga, startete dort aber mit 15 Minuspunkten in die neue Saison. Zudem wären ihm rückwirkend 44 Punkte der letzten Saison aberkannt worden, was bedeutet hätte, dass er nicht in der UEFA Champions League 2006/07 hätte spielen können. Die Meistertitel der Jahre 2004/05 und 2005/06 würden nicht neu vergeben. Inter Mailand als bester nicht an dem Skandal beteiligter Klub erhob jedoch weiter Ansprüche auf den Titel der Saison 2005/06 und bekam ihn letztlich zuerkannt. In zweiter Instanz wurden die Urteile gemildert: Juventus begann mit 17 Minuspunkten in der Serie B, AC Mailand (−8), Lazio Rom (−1) und ACF Florenz (−19) blieben mit entsprechenden Minuspunkten in der Serie A. Die Bestrafung des AC Mailand 2005/06 reichte noch für einen Platz in der Champions-League-Qualifikation. Die ebenfalls in den Skandal verstrickte Reggina Calcio erhielt 15 Minuspunkte. Da Juventus Turin Ende August von dem geplanten Gang an die Zivilgerichtsbarkeit Abstand nahm, wurde der Spielbetrieb von Serie A und Serie B regulär, wenn auch mit zwei Wochen Verspätung aufgenommen.
Bereits 1980 waren mit dem AC Mailand und Lazio Rom zwei Vereine wegen eines Wettskandals zwangsabgestiegen.
Im Jahr 2013 leitete die Staatsanwaltschaft Ermittlungen um Spielertransfers ein.